# Cohete de agua

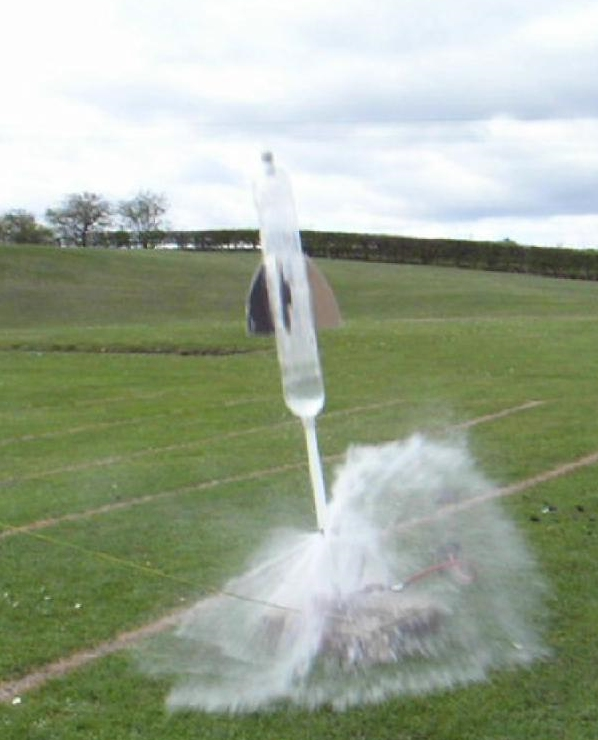
Lanzamiento de un cohete de agua.

Un cohete de agua o un cohete de botella es un tipo de cohete de modelismo que usa agua como propelente de reacción. La cámara de presión y motor del cohete es generalmente una botella de plástico. El agua es lanzada hacia fuera por un gas a presión, normalmente es aire comprimido, lo que impulsa el cohete, según la tercera ley de Newton.

## Teoría
El principio que explica la propulsión de un cohete de agua es la ley de la conservación de la cantidad de movimiento, que es otra forma de llamar a la tercera ley de Newton o principio de acción-reacción.
 
Este principio establece que en ausencia de fuerzas externas la cantidad de movimiento de un sistema, p, que es el producto de su masa por su velocidad, permanece constante o lo que es lo mismo su derivada es igual a cero:

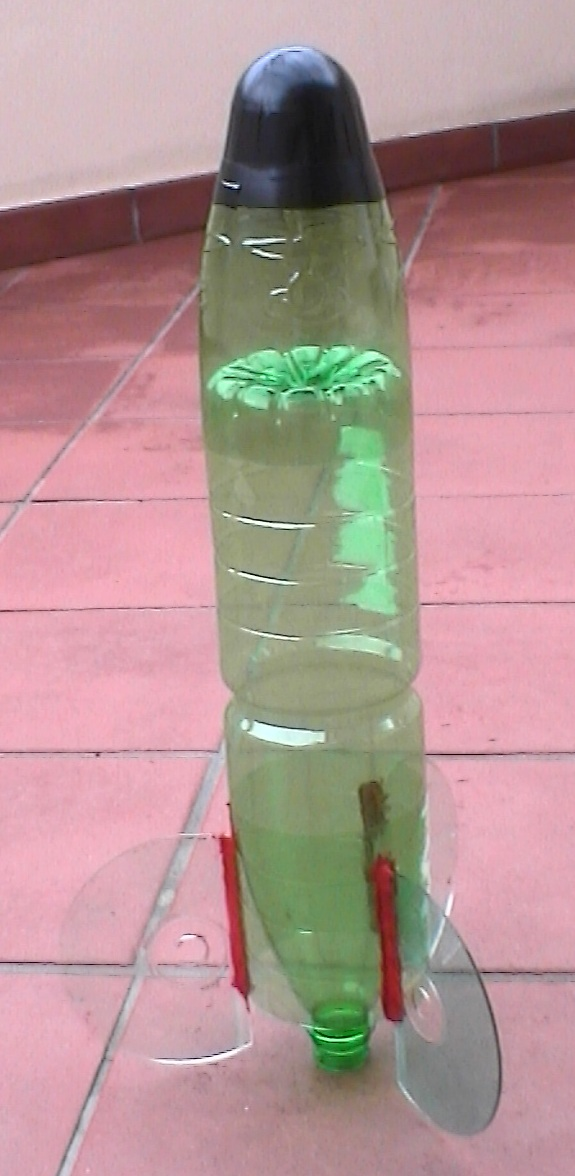
Cohete de botella típico.

De esta ley, con los oportunos pasos matemáticos y sustituciones, se deriva la ecuación del cohete de Tsiolkovski:
donde {\displaystyle v} es la velocidad instantánea, {\displaystyle v_{u}} la velocidad de salida del fluido por la boca, {\displaystyle m_{0}} la masa total inicial y {\displaystyle m} la masa en cada momento.
La propulsión del cohete de agua puede esquematizarse como un sistema en el cual se va a producir la expulsión hacia atrás de una parte de su masa (el agua) lo que provocará un empuje que propulsará al resto del sistema hacia delante (acción-reacción), compensándose la cantidad de movimiento total del sistema. La energía mecánica necesaria para la expulsión de esta fracción de masa se almacena en el sistema como energía potencial en forma de gas a presión. Con la expulsión esta energía se irá convirtiendo en energía cinética, las del movimiento del agua y el cohete.

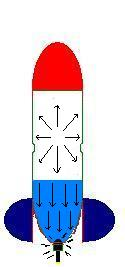
Esquema de las fuerzas en el interior de un cohete cargado.

La expansión del aire comprimido se produce relativamente deprisa, unos 0,2 s, lo que no permite un intercambio térmico, por lo que esta expansión puede considerarse un proceso adiabático. Aplicando esta consideración se puede derivar la fórmula que describe la fuerza teórica que sigue el agua al ser expulsada (la ecuación de la tobera De Laval) que será de la misma intensidad que la que empuja al cohete, quedando así:
donde {\displaystyle F} es la fuerza de propulsión, {\displaystyle r} es el radio de la boca y {\displaystyle P} la diferencia de presión entre el interior y el exterior.
Además en su movimiento el cohete estará sometido a la fuerza de la gravedad y a la resistencia producida por la fricción con el aire que depende de las leyes de la fluidodinámica. La ecuación final de su trayectoria es muy compleja y se resuelve numéricamente por medio de varios programas de simulación disponibles en internet.
La estabilidad de vuelo del cohete estará condicionada por la posición del centro de masas y de la posición del centro de presión aerodinámica. El primero tiene que encontrarse siempre delante del segundo y a una distancia que se estima empíricamente como óptima cuando ambos están separados alrededor del doble del radio del cohete. Para distancias inferiores el vuelo puede resultar inestable. 
El centro de presión aerodinámica representa el punto en el cual se podrían concentrar de forma equivalente todas las fuerzas que frenan el movimiento del cohete debido a la resistencia del aire. El cálculo de su posición es muy complejo, pero gracias al trabajo de James Barrowman (publicado en 1966) se puede resolver usando un sistema de ecuaciones simplificado. Un método alternativo más fácil es encontrar el (baricentro) de una silueta de papel con la misma forma que la proyección lateral del cohete. Este punto es muy cercano al verdadero centro de presión aerodinámica. Además la posición del centro de presión aerodinámica se puede ajustar en cierta medida modificando la posición y dimensiones de los alerones.

### Predicción de la altura máxima
Despreciando el roce aerodinámico y los cambios de presión, se puede establecer de forma aproximada la altura máxima del cohete cuando se lanza verticalmente con la siguiente expresión:
({\displaystyle h} = Altura máxima alcanzada, {\displaystyle M_{i}} = Masa inicial del agua, {\displaystyle M_{R}} = Masa del cohete sin agua, {\displaystyle P_{i}} = Presión inicial estimada dentro del cohete, {\displaystyle \rho } = densidad del aire, {\displaystyle g} = aceleración de la gravedad)
Supuestos y aproximaciones de la ecuación anterior: (1) el agua es incompresible, (2) el flujo del chorro es uniforme e ininterrumpido, (3) la velocidad es rectilínea, (4) la densidad del agua es mayor que la del aire, (5) no hay efectos debidos a la viscosidad, (6) la velocidad de la superficie libre de agua es muy pequeña en comparación con la de la boquilla, (7) la presión ejercida sobre el agua permanece constante hasta que se acaba el agua, (8) la velocidad en la boquilla permanece constante hasta que se acaba el agua (9) No hay efectos viscosidad-fricción en la boquilla (véase diagrama de Moody).

## Práctica

Esquema del funcionamiento del cohete

Se construirá el cohete con una botella de plástico, o varias alineadas, que servirá de tanque con su boca colocada hacia abajo haciendo las veces de tobera. Se pueden añadir alerones y estructuras ojivales frontales para mejorar su aerodinámica. Una vez terminada la estructura se rellena de agua en su mayor parte. Se colocará un tapón con una válvula que permita la introducción del aire a presión, por medio de una bomba de hinchar ruedas de bicicletas, un compresor de aire o bombonas de gases no inflamables como CO2 o nitrógeno, o bien se introduce alguna sustancia efervescente. La colocación del tapón tiene que hacerse de forma que sea lo suficientemente resistente para resistir cierta presión, pero que sea capaz de soltarse antes de que la presión interna pueda reventar las paredes de plástico de la botella o que tenga un sencillo mecanismo que permita quitarlo, a distancia. 
Las presiones que se utilizan para estos lanzamientos generalmente están entre 500 y 1000 kPa. Cuanto mayor sea la presión interna mayor será la energía potencial acumulada. A mayor cantidad de agua mayor impulso pero también mayor peso por lo que hay que hacer un balance de estas dos variables para optimizar la altura del lanzamiento.

## Medidas de seguridad

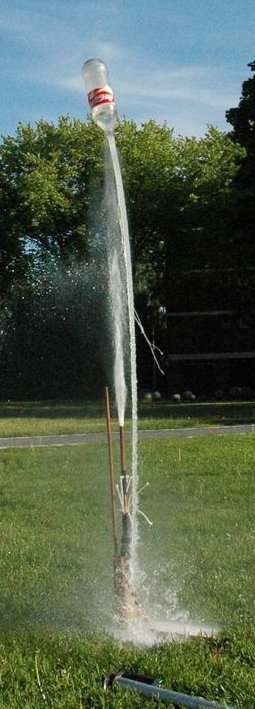
Lanzamiento que inicia una trayectoria curva potencialmente peligrosa.

Los cohetes de agua emplean cantidades de energía lo suficientemente grandes para resultar peligrosos si no se manejan de forma adecuada o los materiales de construcción fallan, por lo que hay que tomar ciertas medidas de seguridad:
- Cuando se construye el cohete hay que hacer un test de presión para ver su resistencia. Esto se hace llenando el cohete completamente de agua y presurizándolo aproximadamente al 50% de la presión que se piensa usar en el lanzamiento definitivo, para ver si la estructura aguanta. Una botella de plástico corriente de refresco de dos litros normalmente aguanta una presión de 700 kPa sin problemas, pero debe tenerse en cuenta que no todas son perfectas y el plástico puede tener alguna irregularidad, por lo que siempre deben hacerse pruebas previas cuidadosamente.
- Se desaconseja usar partes metálicas en las zonas del cohete que vayan a soportar la presión. Si el cohete reventara podrían actuar como metralla. Por lógica tampoco deben usarse botellas de vidrio que al reventar o al caer podrían proyectar peligrosos fragmentos.
- Es aconsejable usar gafas de seguridad durante su manejo.
- Cuando se realice la presurización y el lanzamiento uno debe mantenerse a una distancia adecuada. Generalmente se usan cordeles para accionar el mecanismo de liberación, manteniéndose lejos de posibles trayectorias inesperadas del cohete.
- El chorro de agua de un cohete tiene la suficiente fuerza para romper los dedos de quien lo maneja, así que nunca se debe intentar abrir su espita con las manos para lanzarlos.
- Los cohetes sólo deben lanzarse en zonas abiertas y alejadas de los viandantes a los que les pudiera caer encima o de estructuras que pudieran dañarse por su impacto.
- El impacto de un cohete de agua es capaz de romper huesos, nunca deben ser disparados contra la gente, animales o viviendas.
- El pegamento usado para la unión de las partes del cohete debe ser apto para usarse sobre plásticos, para que no se produzca corrosión en las uniones y se debilite la estructura.

## Récords mundiales

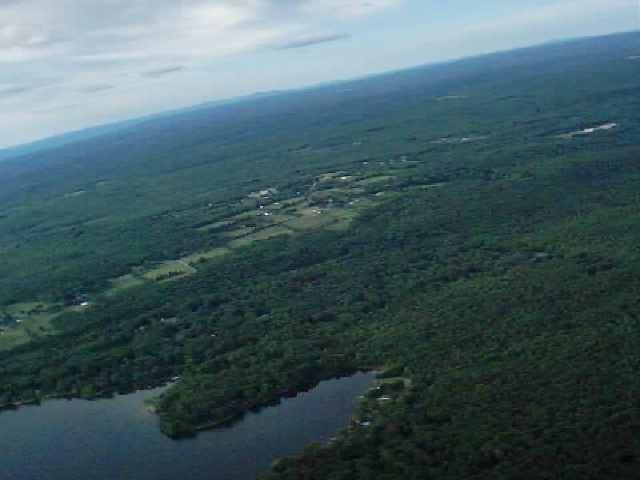
Fotografía de apogeo tomada por la cámara de video a bordo del X-12 Water Rocket de US Water Rockets que batió el récord a una altitud de 2,068 pies (630 m).

El Royal College, Colombo, ostenta el récord mundial Guinness de lanzar la mayoría de los cohetes de agua cuando, el 10 de noviembre de 2017, lanzó 1950 de ellos al mismo tiempo.
El récord actual de mayor altitud alcanzada por un cohete propulsado por agua y aire es de 2723 pies (830 metros), en poder de la Universidad de Ciudad del Cabo, logrado el 26 de agosto de 2015, superando el récord anterior de 2007 de 2044 pies (623 metros) en manos de US Water Rockets. El cohete también llevaba una cámara de video como carga útil como parte de la verificación requerida por las reglas de la competencia.